# Kommissarien och havet
Kommissarien och havet (originaltitel: Der Kommissar und das Meer) är en tysk-svensk, dubbad deckarserie för TV från 2007. Mer än tjugoåtta avsnitt är producerade. Åtta avsnitt av serien har visats på TV4 sedan 2009. Serien bygger på Mari Jungstedts böcker om kommissarien Anders Knutas, men i TV-versionen har han fått namnet Robert Anders och Robert Andersson i de svenska programbeskrivningarna. Berättelserna har också ändrats en hel del jämfört med böckerna.
I den tyska versionen av serien dubbas de svenska och danska skådespelarna till tyska, medan i den svenska versionen de tyska skådespelarna dubbas till svenska. Huvudrollsinnehavaren Walter Sittler dubbas då av Anders Byström. Den svenske skådespelaren Peter Haber spelade in sin roll på tyska och i den svenska versionen dubbades han till svenska av en annan skådespelare. I de nyare filmerna, från och med filmen Laila, medverkar inte Paprika Steens karaktär Line längre. Hon sägs ha flyttat till Afrika för att arbeta där. Robert Anders är därför ensam med de båda barnen, samtidigt som han utvecklar en relation till Frida Hallgrens karaktär Emma Winarve. I de senare filmerna, från och med Ulv i fårakläder,  flyttar de ihop. I denna filmen får vi även se att Emma Winarve blivit gravid med Robert och det blir en flicka, Enya. 
Från och med filmen Ulv i fårakläder lämnar Solveig Arnarsdottir sin roll som Karin Jacobsson. Teamet består idag (2017) av Ewa Svensson, spelad av Inger Nilsson, Robert Anders, spelad av Walter Sittler och Thomas Wittberg, spelad av Andy Gätjen. 
Inspelningarna är delvis gjorda på Gotland. Många av studioscenerna spelades också in i Hamburg, Tyskland, men är sedan ett par år tillbaka enbart inspelade på Gotland.
De fyra första avsnitten är även släppta på DVD och VoD i Sverige.
I början av juni 2020 erfor tysk media av en av huvudrollsinnehavarna, Andy Gätjen, att serien skulle läggas ner strax före sitt trettionde avsnitt trots goda tittarsiffror med uppemot sex miljoner tittare. Ytterligare ett avsnitt för att knyta ihop säcken ska spelas in hösten 2020 och att den skulle heta "Woher wir kommen, wohin wir gehen". Serien utgörs då av tjugonio avsnitt. En av anledningarna som skådespelaren Gätjen nämnde var att produktionen var för dyr och att den tyska tv-kanalen ZDF ville förnya sitt utbud.

## Rollista
- Walter Sittler – Kommissarie Robert Anders/Andersson
- Sólveig Arnarsdóttir – Karin Jacobsson
- Paprika Steen – Line Andersson
- Andy Gätjen – Thomas Wittberg
- Frida Hallgren – Emma Winarve
- Henning Baum – Johan Berg
- Inger Nilsson – Obducenten Ewa Svensson
- Sven Gielnik – Niklas Andersson
- Charlotte Lüder – Ida Andersson
- Nicole Heesters – Kristin, Roberts mamma

Dessutom gästspelar bland andra: Peter Haber, Ola Rapace, Tuva Novotny, Jonas Karlsson, Nikolaj Lie Kaas, Sissela Kyle, Lia Boysen, Shanti Roney, Regina Lund, Johan Hedenberg, Marie Richardson, Peter Andersson, Marika Lagercrantz, Johan Gry, Eva Röse, Angela Kovács, Dag Malmberg, Magnus Krepper, Leif Arle, Mikael Birkkjær, Charlotta Jonsson, Bjørn Floberg, Henrik Lundström, Ida Gyllensten, Lauri Tanskanen, David Lagerqvist och Aksel Hennie.

## Avsnitt
- Den du inte ser (2007)
- I denna stilla natt (2007)
- Den inre kretsen (2008)
- I denna ljuva sommartid (2008)
- Den döende dandyn (2009)
- Den mörka ängeln (2009)
- Döden kom på eftermiddagen (2010)
- Ett liv utan lögner (2010)
- Laila (2011)
- Stålbröllop (2011)
- Ensam i en mörk skog (2012)
- Ingen skuld (2012)
- Ulv i fårakläder (2013)
- Känn ingen fruktan (2013)
- Den onda mannen (2013)
- I den mörka natten (2014)
- Vilda nätter (2015)
- Flickan och döden (2015)
- Män emellan (2015)
- I den stjärnlösa natten (2016)
- Din för alltid (2016)
- I ett kallt land (2017)
- Rädslans dagar (2017)
- Vilda Jack (2018)
- Ljusets högtid (2018)
- Spöken i natten (2019)[4]
- På mörkt vatten (2020)[5]
- Från lyckliga dagar (2020)[5][6]
- Var vi kom från, var vi gå (2021)[7]

Avsnitt 1–4 visades på TV4 2009 och avsnitt 5–8 sändes 2012. Avsnitt 1 och 2 gavs ut på DVD 2009, 3 och 4 gavs ut 2010. Alla de 8 första finns på TV4 Play.